# Joseph Anton Müller
Joseph Anton Müller (* 3. Mai 1750; † 25. Juli 1820 St. Georgen, (Gemeinde Tablat); heimatberechtigt in Waldkirch) war ein St. Galler Politiker und Richter.

## Leben und Wirken
Als Aidemajor beteiligte sich Joseph Anton Müller 1783 an Karl Müller-Friedbergs Militärreform in der Fürstabtei St. Gallen. Neun Jahre später diente er als Hauptmann im Kontingent, das zur Grenzbesetzung bei Basel entsandt wurde. Als das Volk ab 1794 mehr Rechte forderte, gehörte Müller zu den Führern der Bewegung gegen die Fürstabtei. Nach dem Gütlichen Vertrag 1795 wurde Müller Landmajor, 1797 Landrat sowie im folgenden Jahr Landesstatthalter der Freien Landschaft St. Gallen. Als Kantonsrichter (1798–1803) und Erziehungsrat (1800–1803) wirkte er im Kanton Säntis. Müller setzte sich wiederholt «für die Wahrung der Stiftsansprüche zugunsten des Kantons ein».
Müller war einer der einflussreichsten Politiker des Kantons St. Gallen, von 1803 bis 1820 als Kantonsrat und Präsident des Distriktsgerichts Rorschach sowie von 1807 bis 1814 als Erziehungsrat. Er gehörte zu den Unterstützern der Politik Müller-Friedbergs und setzte 1805 «massgeblich» die Aufhebung des Stifts um. Müller liquidierte in der Folge bis 1813 dessen Güter und erwarb 1805 den Sommersitz des Fürstabts Beda. Nach den Unruhen im Sarganserland, gefordert wurde 1814 der Anschluss an Glarus, gehörte Müller zum Sondergericht über die Teilnehmer am Aufstand.
Müller hatte 1774 Anna Eugstler von Tablat  geheiratet.

## Belege
1. 1 2 3 4  Markus Kaiser: Joseph Anton Müller. In: Historisches Lexikon der Schweiz.  3. Februar 2009.
2. ↑  Denkmalpflege der Stadt St. Gallen: Grossackerstrasse 7. In: Bauinventar online; abgerufen am 7. Juni 2024.

| Personendaten    | Personendaten                   |
| ---------------- | ------------------------------- |
| NAME             | Müller, Joseph Anton            |
| KURZBESCHREIBUNG | Schweizer Politiker und Richter |
| GEBURTSDATUM     | 3. Mai 1750                     |
| STERBEDATUM      | 25. Juli 1820                   |
| STERBEORT        | St. Georgen, Schweiz            |